# Drakbåts-EM för landslag 2002
Drakbåts-EM för landslag 2002 anordnades av EDBF i Poznań i Polen den 21 juli till den 22 augusti. Distanserna var 250 meter, 500 meter och 1 000 meter. Det tävlades i dam-, mixed- och open-klasser på junior-, senior- och master-nivå.

## Medaljtabell
| Pl.    | Nation         | Guld | Silver | Brons | Totalt |
| ------ | -------------- | ---- | ------ | ----- | ------ |
| 1      | Tyskland       | 9    | 6      | 2     | 17     |
| 2      | Storbritannien | 3    | 6      | 4     | 13     |
| 3      | Polen          | 3    | 3      | 9     | 15     |
| 4      | Ryssland       | 3    | 0      | 0     | 3      |
| 5      | Tjeckien       | 0    | 2      | 1     | 3      |
| 6      | Schweiz        | 0    | 1      | 1     | 2      |
| NP     | Sverige        | 0    | 0      | 0     | 0      |
| Totalt | Totalt         | 18   | 18     | 11    | 47     |

## Medaljsammanfattning

### Premier
| Klass                  | Guld           | Silver         | Brons          |
| 250m, premier herrar   | Ryssland       | Tjeckien       | Storbritannien |
| 500m, premier herrar   | Ryssland       | Tjeckien       | Tyskland       |
| 1 000m, premier herrar | Ryssland       | Tyskland       | Tjeckien       |
| 250m, premier damer    | Tyskland       | Storbritannien | Polen          |
| 500m, premier damer    | Storbritannien | Tyskland       | Polen          |
| 1 000m, premier damer  | Storbritannien | Tyskland       | Polen          |
| 250m, premier mixed    | Storbritannien | Schweiz        | Tyskland       |
| 500m, premier mixed    | Tyskland       | Storbritannien | Schweiz        |

### Junior
| Klass                 | Guld     | Silver   | Brons          |
| 250m, junior herrar   | Polen A  | Tyskland | Polen B        |
| 500m, junior herrar   | Polen A  | Tyskland | Storbritannien |
| 1 000m, junior herrar | Polen A  | Tyskland | Polen B        |
| 250m, junior mixed    | Tyskland | Polen    | Storbritannien |
| 500m, junior mixed    | Tyskland | Polen A  | Polen B        |

### Senior
| Klass                 | Guld     | Silver         | Brons          |
| 250m, senior herrar   | Tyskland | Storbritannien | Polen          |
| 500m, senior herrar   | Tyskland | Polen          | Storbritannien |
| 1 000m, senior herrar | Tyskland | Storbritannien | Polen          |
| 250m, senior mixed    | Tyskland | Storbritannien | Polen          |